# Apple Lossless
Apple Lossless（アップル ロスレス、英語：Apple Lossless Audio Codec、略称：ALAC）はAppleが開発した可逆圧縮方式のオーディオコーデック。非圧縮オーディオフォーマット(WAVやAIFF)を元の容量から40%から60%程度に圧縮し、エンコード・デコードも速い。
通常はQuickTimeのMOVファイル(.mov)かMP4ファイル(.m4a)に格納される。
iTunes 4.5とQuickTime 6.5.1で新たにサポートされた。
量子化ビット数は16、20、24、32bit、サンプリング周波数は1 kHz〜384 kHz、チャンネル数は1ch〜8ch（実際の組み合わせとしてはモノラル、ステレオ、3.0ch、4.0ch、5.0ch、5.1ch、6.1ch、7.1ch）をサポートしている。
再生できる携帯プレイヤーはiPodシリーズ（第1・2世代iPod shuffleは非対応）、iPhone、ソニー ウォークマン ZXシリーズ、ウォークマン Fシリーズ、ウォークマンＡシリーズ、iriver AKシリーズ等。また、Androidベースのプレーヤーは対応アプリをインストールすることにより再生できる。一部のネットワークプレーヤーも再生対応している。
仕様が非公開であった頃、リバースエンジニアリングによってオープンソースのApple ロスレスデコーダが公開され、FFmpegはエンコーダの実装にも成功している。
2011年10月、AppleはApple ロスレスをオープンソース化し、Apache License 2.0の下でソースコードを公開した。
2021年5月17日、AppleはApple Musicにおいて6月よりApple Losslessによる配信を開始すると発表した。
2016年発売のWindows 10よりWindows Media PlayerやGrooveミュージックでの再生が可能になっている。